# Reform Party of the United States of America
Die Reform Party of the United States of America (auch Reform Party USA oder RPUSA, deutsch Reformpartei der Vereinigten Staaten von Amerika) ist eine US-amerikanische politische Partei, die 1995 vom Unternehmer und Präsidentschaftskandidaten von 1992, Ross Perot, gegründet wurde.
Hauptziel der Partei ist es, das politische System der USA grundlegend zu reformieren. Sie tritt für eine Überwindung des faktischen Zweiparteiensystems ein, da sie die Demokratische Partei und die Republikaner als korrupt und nicht an der Lösung der Probleme des Landes interessiert ansieht. Die Reform Party fordert u. a.:
- einen ausgeglichenen Staatshaushalt und einen massiven Abbau der amerikanischen Staatsschulden,
- eine Reform der Wahlkampffinanzierung und eine Begrenzung der Parteispenden,
- die Verschärfung bestehender Einwanderungsgesetze,
- eine protektionistische Außenhandelspolitik und den Rückzug der USA aus Freihandelsabkommen wie NAFTA, CAFTA und WTO,
- eine Begrenzung der Amtszeit der US-Kongressabgeordneten,
- eine Direktwahl des US-Präsidenten durch das Volk ohne Wahlmännersystem.

Bei den Wahlen zur US-Präsidentschaft stellte sie 1996 als Kandidaten Ross Perot (8,4 Prozent der Stimmen) und im Jahr 2000 den ehemaligen Republikaner Pat Buchanan (0,4 Prozent) auf. Im Wahlkampf 2004 wurde kein eigener Präsidentschaftskandidat der Partei nominiert. Stattdessen rief sie zur Wahl des unabhängig kandidierenden Verbraucheranwalts Ralph Nader (0,4 Prozent) auf.
Bei der Wahl 2000 hatte auch der von 2017 bis 2021 und seit 2025 amtierende republikanische US-Präsident Donald Trump erwogen, als Präsidentschaftskandidat für die Reformpartei anzutreten.